# 권애라
권애라(權愛羅, 1897년 2월 2일 ~ 1973년 9월 26일)는 한국의 유치원 교사, 전도사, 독립운동가이다. 본관은 안동.

## 생애
유관순의 이화학당 2년 선배이며, 1919년 2월 26일 경기도 개성에 위치한 호수돈여자고등학교 기숙사에서 어윤희에게 독립선언서 80매를 전해주어 주요 인사에게 배포하였다. 3·1 운동이 일어나자 3월 3일에 어윤희, 신관빈, 심영식(심명철) 등과 함께 경기도 개성에서 일어난 독립 만세 운동을 주도하였다. 5월 30일에 경성지방법원에서 열린 1심 재판에서 《보안법》 위반 혐의로 징역 6개월을 선고받았고 7월 4일에 열린 경성복심법원에서 열린 항소심 재판에서도 징역 6개월을 선고받으면서 9개월 동안 수감되었다.
1920년 4월 25일부터 5월 27일까지 6차례에 걸쳐 수표교 예배당, 정동 예배당에서 한국인 여성들의 애국 사상 고취를 위한 강연 개최를 시도했고 1920년 7월에는 종로경찰서에 구금되기도 했다. 1922년 1월에는 러시아 모스크바에서 열린 극동 인민대표회의에서 한민족 여성 대표로 참가했다. 1929년부터는 중국 쑤저우에 위치한 징하이 여숙 대학(景海女塾大學)에 재학했다. 상하이를 중심으로 한국인 여성들의 지위 향상, 독립 운동에 참여하는 한편 중국 각지에서 지하 항일 운동을 전개했다.
중일 전쟁이 진행 중이던 1942년 2월에는 《치안유지법》 위반 혐의로 관동군에 체포되어 징역 12년을 선고받고 창춘 형무소에 수감되었다. 1945년 8월에 광복과 함께 석방되면서 한국으로 귀국했다. 1967년에 실시된 대한민국 제8대 국회의원 선거에서는 한국독립당 소속 경상북도 제11지역구 후보로 출마했지만 선거를 앞두고 정계 은퇴를 선언하면서 사퇴했다.

## 사후
1990년 건국훈장 애국장이 추서되었다. 

## 관련 작품
- 영화 《1919 유관순》 (2019년, 권애라 역: 김나니)
- 영화 《항거 : 유관순 이야기》 (2019년, 권애라 역: 김예은)